# CRP-prov
Ett CRP-prov, vardagligt kallat snabbsänka, är ett blodprov som mäter koncentrationen av så kallat C-reaktivt protein (CRP). CRP stiger vid inflammation. CRP kan mätas i blodplasma (P-CRP) eller serum (S-CRP).
Ett annat test som utförs på blod kallas sänkningsreaktion (sänka) och mäter antalet millimeter som de röda blodkropparna (erytrocyterna) i blodprovet sjunker i ett glasrör under en timmes sedimentering, jämfört med ett CRP-prov (snabbsänka) som bara tar cirka tio minuter att utföra. Benämningen snabbsänka är missvisande då det inte är någon sänkereaktion i egentlig mening, utan en mätning av koncentrationen av akutfasproteinet C-reaktivt protein (CRP) i blodet. Koncentrationen av CRP ökar vid inflammation och infektion. Även den vanliga sänkan indikerar sådana tillstånd men således på ett annat sätt. Därför är det ibland fördelaktigt att komplettera snabbsänkan med vanlig sänkningsreaktion. Vid till exempel sarkoidos kan CRP-provet vara normalt, medan vanlig sänka är förhöjd.
Normalvärdet för ett CRP-prov är under 10 mg/L, men en helt frisk person har som regel ett CRP under 3. Normalt CRP förekommer vid lättare infektionssjukdomar såsom okomplicerad blåskatarr. Om infektionen sprider sig och börjar angripa vävnader stiger koncentrationen CRP. Mycket höga värden förekommer vid svåra inflammationer. Vid bakterieinfektioner stiger CRP mer än vid virusinfektioner. Det kan ha betydelse vid utredning av ledsjukdomar, andra sjukdomar i muskuloskeletala systemet samt annan vävnadsskada, för att utreda huruvida sjukdomen betingas av inflammation eller inte.
CRP är också måttligt förhöjt vid exempelvis hjärtinfarkt. Förr gick gränsen för förhöjt CRP på över 10 mg/L, men värden mellan 3 och 10 har visat sig korrelera med risk för hjärt- och kärlsjukdomar, metabolt syndrom, och typ 2-diabetes. Detta kopplas till sambandet mellan dessa sjukdomar och låggradig inflammation.